# ダイハツ・ハイゼットデッキバン
ハイゼット デッキバン（HIJET DECKVAN）は、ダイハツ工業で生産されている軽自動車（軽商用車）である。ハイゼットバン、およびカーゴの特装グレードとして存在する。なお、～2021年まではSUBARUにもサンバーオープンデッキとしてOEM供給されていた。
また、アトレーにも同様の「アトレー デッキバン（旧:アトレーデッキ）」が存在しており、本稿ではこれに関しても便宜上記述する。

## 概要
元々「電器店で冷蔵庫を立てたまま積めるように」と、松下電器産業（現・パナソニック）と共同で開発された、ハイゼットバン/ハイゼットカーゴのCピラーから後ろの車体上部を取り払い、バックドアを下開きのアオリに変更し、荷室をデッキスペースと化とした4人乗りの軽トラックである。塗装前のホワイトボディを切断して製作されている。
小回りが利く上、維持費も低廉な軽貨物自動車でありつつ、冷蔵庫などの背高物の積載が可能で、且つ、小型家電や工具を室内に積載し、必要な人員を乗員可能にするなど、電気店向けの仕様となっている。また、デッキスペースは濡れ物や汚れ物の積載が可能で、キャビン後方にガードフレーム、アオリ（サイド・リア）にガードバーを備えており、荷物の固縛も可能なことから、電気店に限らず、花屋、工事業者、狩猟愛好家やサーファーまで、幅広いユーザーに根強い人気を誇り、現行モデルである10代目でも継続してラインナップされている。
日本国内では2021年12月現在、排気量2,000cc未満の車種カテゴリーにおいては数少ない新車で購入可能なダブルキャブ・ピックアップである。また、キャビンと荷台が一体化されているスタイルは、アメリカ合衆国で近年に普及した、ピックアップトラック派生のスポーツユーティリティトラックに近い。近年では手軽なレジャービークルとしても注目されつつあり、2015年4月の一部改良以降、カラーバリエーションが乗用車並みに増えたことも相まって、公式カタログでも商用配送車というよりはアウトドア趣味を中心とした広告展開を行っている。
デッキバンをベースに、トーハツが架装した消防車（可搬ポンプ積載車）も製造販売しており、全国各地の消防団に配備されている。
近年では、マラソン中継撮影用車両に改造された例がある。
4代目モデル途中の2012年7月には富士重工業（現・SUBARU）へOEM供給も行われるようになり、同社ではスバル・サンバーの1モデルとして「オープンデッキ」が2022年1月まで販売された。
ハイゼットに設定されているラージキャビン仕様の軽トラックであるハイゼットジャンボに対してはスズキがキャリイの派生モデルである「スーパーキャリイ」を競合モデルとして設定しているが、エブリイにデッキバンと競合するモデルは発売されていない。

## 歴史
一貫して型式は同世代のハイゼットバン、またはカーゴの末尾のアルファベットの「V」を「W」に替えたものとなる（車検証の「車体の形状」欄が「ピックアップ」となるため）。
3代目までは型式指定を受けておらず、バンの車体をカットした改造車で、販売上は特装車扱いとなる。

### 初代（1988年-1993年 シリーズ通算7代目 S80/82W系）
| 初代ハイゼットデッキバン（1992年改良型） |  | アトレーデッキ コスミックルーフ |
| 初代ハイゼットデッキバン（1992年改良型） |  | アトレーデッキ コスミックルーフ |

1988年7代目ハイゼットバンの荷室部分を切り取り4人乗りのトラックとしたものである。
ハイゼット・デッキバンの派生としてアトレーデッキが限定車として登場した。ターボEXをベースとしガラスサンルーフや回転対座シートを備えている。
1990年4月のマイナーチェンジで（当時の）新規格に対応。全長が100mm延長され、エンジンが全車547ccのEB型から659ccのEF型に変更となる。

### 2代目（1994年 - 1998年 シリーズ通算8代目 S100W系）

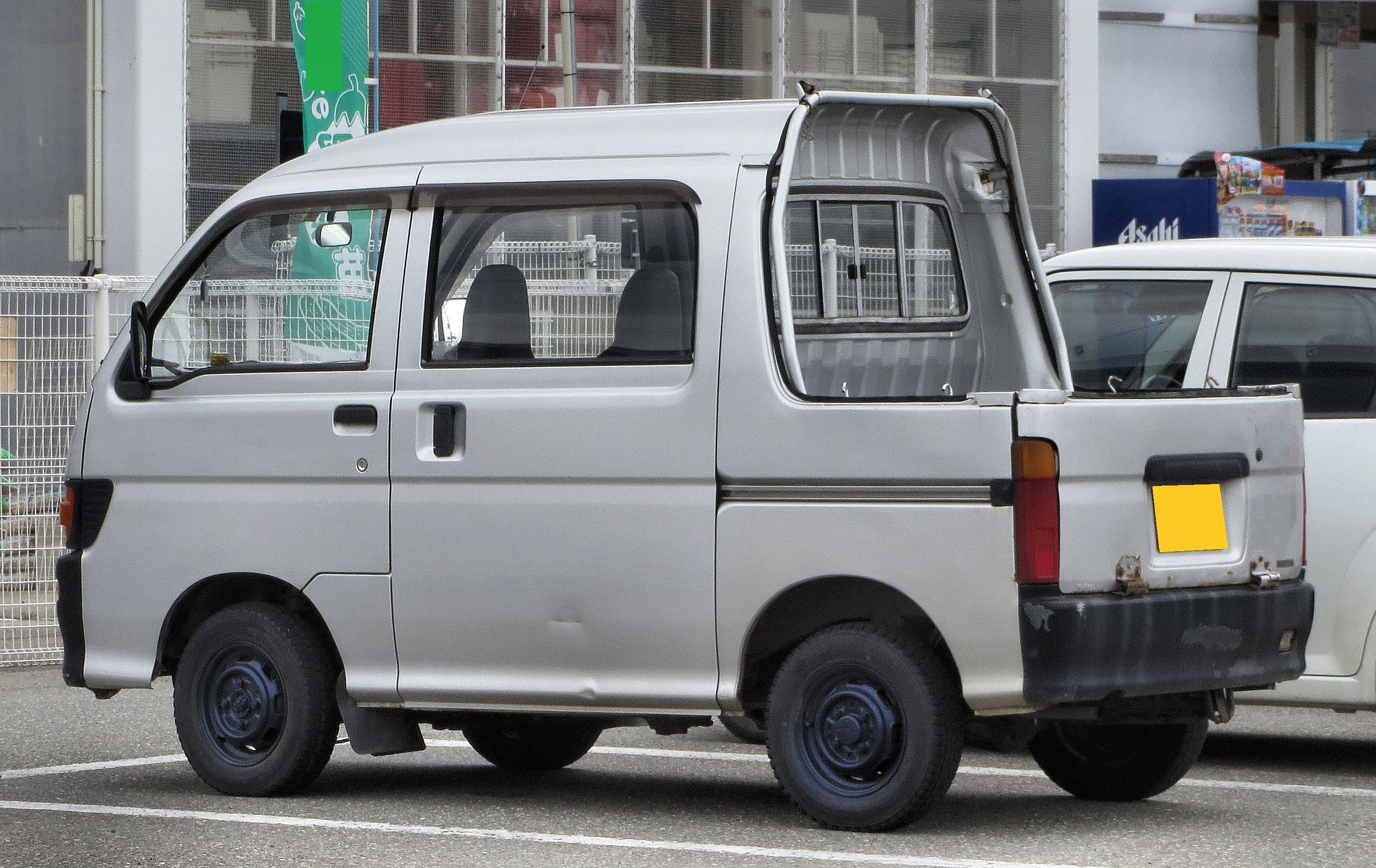
2代目ハイゼットデッキバン 4WD

アトレーデッキは消滅したが、内装を乗用にも対応したデッキバンGXがラインナップされた。
モーターショーではアトレーリバーノをベースにアトレーRTのフロントフェイスにしたデッキバンが参考出品されたが市販はされていない。

### 3代目（1999年 - 2004年 シリーズ通算9代目 S200W系）
| 3代目ハイゼットデッキバンGX（2001年改良型） |  | 3代目ハイゼットデッキバンGX（2001年改良型） |
| 3代目ハイゼットデッキバンGX（2001年改良型） |  |                                             |

セミキャブボディへ移行した。クラッシャブルゾーン追加による荷室長の削減から、荷台部分の奥行が短くなっている。後席もフルファブリックシートであった。
搭載されるエンジンは3AT車全車、および5MT車の最上級グレードにはEF-VE型が、最上級グレードを除く5MT車全車にはEF-SE型がそれぞれ搭載されていた。
同時期、三菱・ミニキャブと日産・クリッパーに類似モデル「ダブルキャブ」が追加された（丸文製）。

そのミニキャブとクリッパーが、2011年のマイナーチェンジにおいて、4代目ハイゼットデッキバン（10代目ハイゼットカーゴ、初代トヨタ・ピクシスバン、7代目スバル・サンバーバン/サンバーオープンデッキ含む）と同一のリアコンビランプを採用した。

### 4代目（2004年 - 2021年 シリーズ通算10代目 S320/321W系）

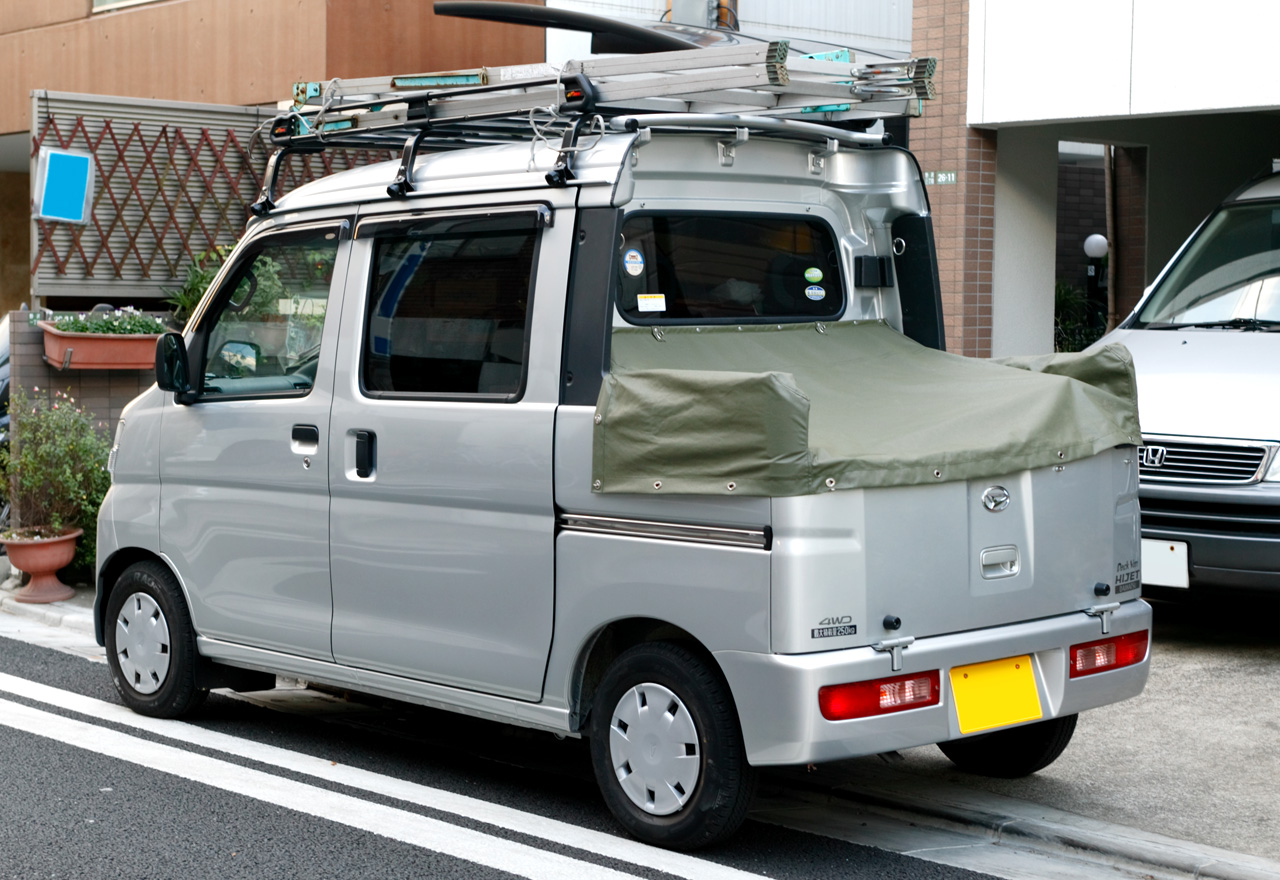
4代目ハイゼットデッキバンG（2004年登場型）

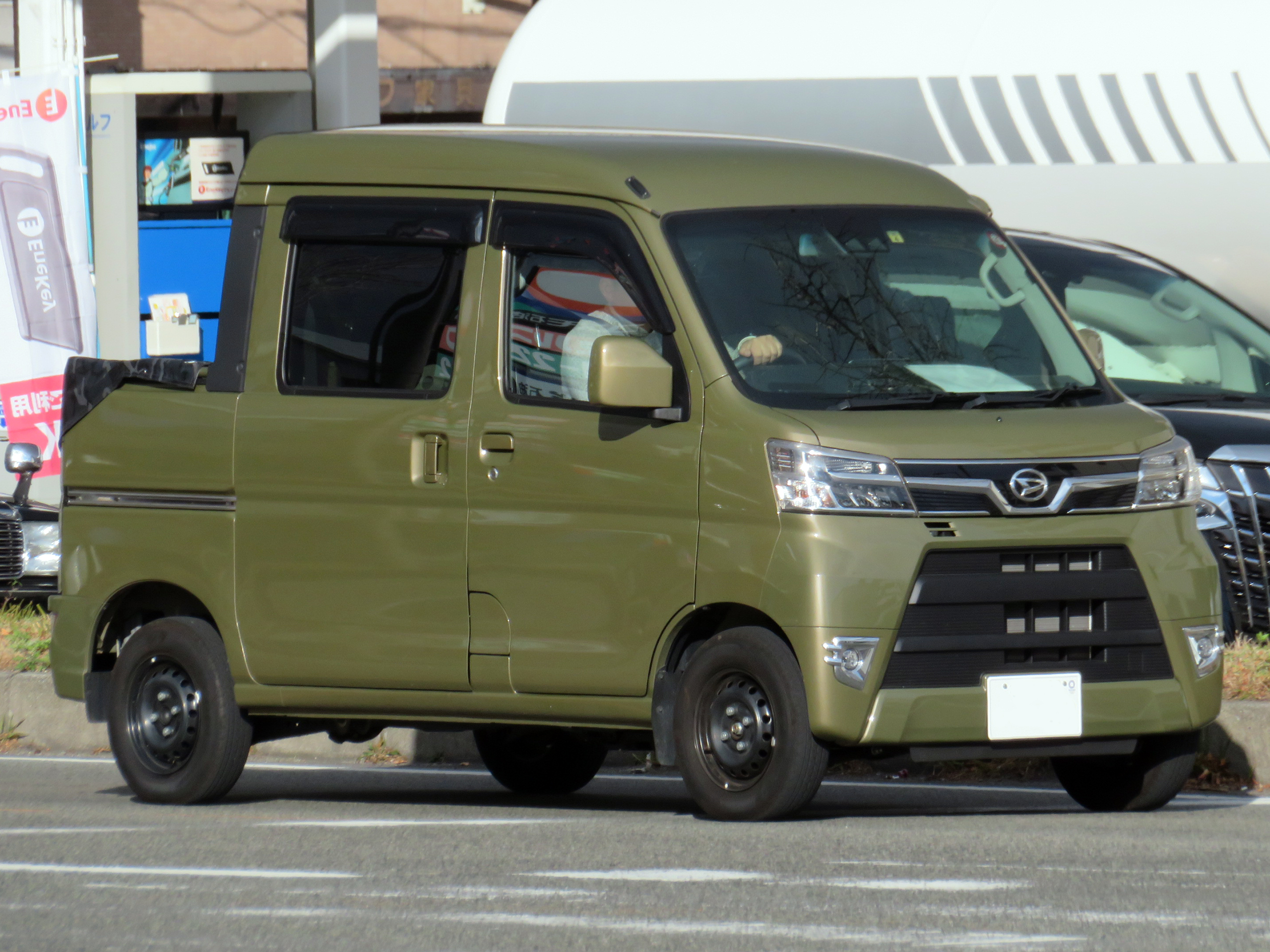
4代目ハイゼットデッキバンG"SA III"（2017年改良型）

先代の弱点であった荷室サイズの拡大が行なわれている。
生産はダイハツ九州（中津工場）担当。この代から構造変更申請（マル改）が不要になり、車検証には「改」の文字がつかなくなった。
モーターショーではオレンジ色のデッキバンが参考出品されたが、当時、市販カラーには存在していなかった（後にG"Limited"→GLのボディカラーとして「トニコオレンジメタリック」が設定される）。発売当初のカラーバリエーションには、オフホワイトとファインシルバーメタリックのみの設定であったが、2005年の2月には5代目アトレーにも設定されているブルーマイカメタリックが追加となっている。
2007年12月にはハイゼットカーゴと同時にマイナーチェンジ。バンパー意匠変更、および658ccのKF-VE型エンジンへの変更がなされた。マイナーチェンジに伴い、カラーバリエーションはブルーマイカメタリックに替わりブラックマイカメタリックが追加された。
2010年8月にはハイゼットカーゴと同時に一部改良。同年9月から施行されるJC08コールドモード排出ガス基準をクリア。AT車は全車4速化により燃費が向上し、更に2WDのAT車は「平成22年度燃費基準+10%」を達成している。
2011年12月1日に一部改良。新たに「デッキバンG」にキーレスエントリーを標準装備とする。また、専用車体色「パールホワイト3」、ABSなどを装備した特別仕様車「デッキバンG"Limited"」を発売。これに伴い、4WD車の後部正面アオリの「4WD」ロゴのデカールの貼付が廃止された。
2012年7月4日に、富士重工業へスバル・サンバーの「オープンデッキ」としてOEM供給を開始した。
2012年12月17日に一部改良。JC08モード燃費に対応し、2WD・4AT車は平成27年度燃費基準を達成した。
2015年4月3日に一部改良。ハイゼットカーゴ同様、AT車に電子制御式4ATを採用し、全車に電子制御スロットルを採用したことで燃費を向上し、2WD・4AT車は「平成27年度燃費基準+5%」、2WD・5MT車及び4WD車は「平成27年度燃費基準」をそれぞれ達成した。また、オーディオサイズをワイドDINサイズ化し、ボディカラーの「ホワイト」を3層塗装仕様のW19に変更した。併せて、以前発売されていた特別仕様車「デッキバンG"リミテッド"」をバージョンアップして発売。今回はハイゼットカーゴの一部グレードに設定されている「リミテッド」シリーズの追加モデルとして設定されるもので、メッキフロントグリルとトップシェイドガラス（ブルー、通常は「クルーズ」・「クルーズターボ」に装備）を標準装備し、内装にシルバーメーター&センタークラスターを採用。さらに、ベース車ではメーカーオプション設定となっているEBD機能付ABSも標準装備した。さらに、ボディ外板（荷台部を除く）の表面サビ3年・穴あきサビ5年にそれぞれ延長した長期サビ保証を標準付帯した。ボディカラーは特別色として「ブルーマイカメタリック（青系色の設定は2007年12月のマイナーチェンジに伴う廃止以来約7年4ヶ月ぶり）」、「トニコオレンジメタリック」、「オフビートカーキメタリック」の3色を設定し、カタログカラー3色を含めた6色展開とした。
2015年11月30日に一部改良。カーゴ同様、スピーカーサイズを10cmから16cmに拡大し、純正ナビ・ドライブレコーダー装着用プリワイヤーハーネスを追加。また、同年4月に発売された特別仕様車「デッキバンG"リミテッド"」においては、「デッキバン」・「デッキバンG」と同様の改良（スピーカーサイズの拡大及び純正ナビ・ドライブレコーダー装着用プリワイヤーハーネスの追加）と専用設定色の入れ替え（「ブルーマイカメタリック」を廃止する替わりに、「ミストブルーマイカメタリック」、「アーバンナイトブルークリスタルメタリック（オプションカラー）」、「パールホワイトIII（オプションカラー）」を追加）を行った上で、「デッキバンGL」に改名してカタロググレードに昇格した。
2017年11月にマイナーチェンジ。グレード体系を「デッキバンL」と「デッキバンG」の2種類に集約し、「スマートアシストIII」などを装備した「デッキバンL"SA III"」と「デッキバンG"SA III"」が追加設定された（当初は4AT車のみの設定）。ガードフレームが標準装備化され、ガードバーの形状変更したほか、助手席は固定式からスライド式（スライド量120mm）に変更した。「デッキバンG」系はアトレーワゴンと同じデザインのフロントグリルに変更し、LEDヘッドランプやLEDフォグランプを標準装備。ボディカラーは標準設定色を「ホワイト」と「ブライトシルバーメタリック」の2色のみとし、「ブラックマイカメタリック」、「パールホワイトIII」、「オフビートカーキメタリック」は「デッキバンG」系に新たに設定されたメーカーオプション「カラーパック」専用色に移行。この「カラーパック」にはカーゴ同様に「ライトローズマイカメタリック」と「ファインミントメタリック」 も設定される。
2018年12月に一部改良。スマートアシストIII搭載グレードの「デッキバンL"SA III"」と「デッキバンG"SA III"」に5MT車が追加設定され、それに伴って、「デッキバンG」は「デッキバンG"SA III"」へ統合のため廃止。また、「デッキバンL"SA III"」と「デッキバンG"SA III"」はフロントウィンドゥにブルーのトップシェイドガラスとIRカット機能が追加された。
2019年11月に一部改良。「デッキバンG"SA III"」に標準装備されているLEDヘッドランプを「デッキバンL"SA III"」にも標準装備され、「デッキバンL」系グレードにはLEDフォグランプのメーカーオプション設定が追加された。
2020年8月に一部改良。WLTCモードによる燃料消費率（JC08モードによる数値も併記）並びに排出ガスに対応し、平成30年排出ガス規制に適合した。
2021年11月30日にデッキバンの次世代型販売のため、元となった10代目ハイゼットカーゴ、および5代目アトレーワゴンと共に注文受付終了、および生産終了を経て、2022年2月末までに流通在庫分の新車登録が全て完了となった。

### 5代目（アトレーデッキ2代目、2021年 -  シリーズ通算11代目 S700/710W系）

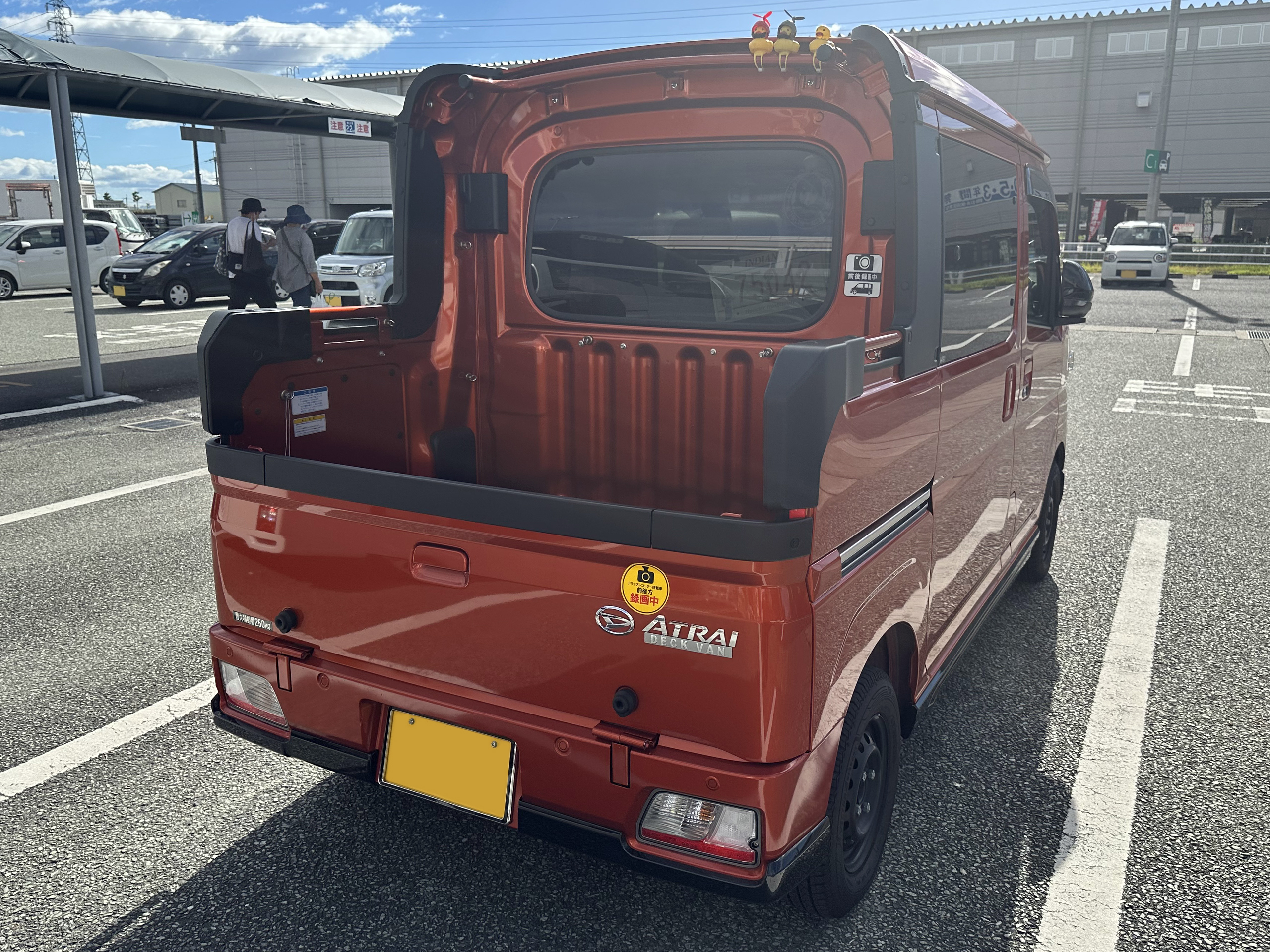
2代目アトレーデッキバン（2021年登場型）

2021年12月20日、11代目ハイゼットカーゴ、および6代目アトレーと共にフルモデルチェンジ。
AT車はCVTに変更するとともに、4WD・CVT車には3モード切替機能を備えた電子制御式4WDを採用。「スマアシIII」は次世代型「スマアシ」に変更され、新機能の追加や既存機能の性能強化を行い、車体側面の傾きを立たせたスクエア形状となった。ラインナップは「デッキバンL」・「デッキバンG」に加え、初代のアトレーデッキ以来となるアトレーベースのKF-VET型直列3気筒DOHC12バルブ・DVVT インタークーラーターボエンジン搭載専用モデルとしてアトレーデッキバンを新設。アトレーデッキバンでは軽キャブオーバーバンで初採用となる両側パワースライドドアをはじめ、ADB（アダプティブドライビングビーム）、サイドビューランプ、バックカメラなどが装備される。
ボディカラーは4代目からブライトシルバーメタリック、ブラックマイカメタリック、オフビートカーキメタリックの3色をハイゼット・アトレー共通色（ハイゼットではブライトシルバーメタリックのみ標準色で、残りの2色は「デッキバンG」に設定のパックオプション「選べるカラーパック」専用）、ホワイトをハイゼット専用色としてそれぞれ踏襲し、4代目では2017年11月のマイナーチェンジ時に廃止されていたトニコオレンジメタリックをアトレー専用色として復活設定。これに、ハイゼット・アトレー共通色のシャイニングホワイトパール（メーカーオプション、ハイゼットでは「選べるカラーパック」専用）、ハイゼットの「選べるカラーパック」専用色となるアイスグリーン、アトレー専用色となるレーザーブルークリスタルシャイン（メーカーオプション）を追加し、ハイゼット・アトレーともに各6色ずつとした。なお、MT車は「デッキバンL」のみの設定となり、「デッキバンL」・「デッキバンG」はテールゲートの右側に移動し、「Dマーク」との横並びデザインとなったデカールが車名ロゴの下に「DECK VAN」が記載された専用仕様となった。アトレーデッキバンは6代目アトレー同様にテールゲート右側に配置されている「Dマーク」と「ATRAI」ロゴがメッキエンブレムとなり、車名ロゴの下に「DECK VAN」ロゴを配した専用仕様となる。
なお、このモデルはアトレーデッキを含むSUBARUへのOEM供給は行われない。